# José Reyes Llerenas Ochoa
José Reyes Llerenas Ochoa (Colima, 20 de julio de 1936) es un médico mexicano que fue rector de la Universidad de Colima. 

## Biografía
Su padre fue José Llerenas Silva, quien fuera soldado luego de que estudiando en la Escuela Nacional de Agricultura se incorporara a las filas rebeldes bajo las órdenes de Pascual Orozco, participando incluso en la Toma de Ciudad Juárez, Chihuahua. Luego su padre se dedicó a la agricultura y ganadería, llegando a ser diputado federal. 
En su juventud practicó el voleibol y basquetbol, formando parte del equipo representativo de Colima en los primeros Juegos Nacionales Deportivos de la Revolución y de los equipos selectivos de la preparatoria y Leyes de la UNAM y de la Escuela Médico Militar, donde fueron campeones de segunda fuerza en el Distrito Federal. 
Hizo su primaria y secundaria en Colima mientras que el Bachillerato en la Escuela Nacional Preparatoria de San Ildefonso en la Ciudad de México de la UNAM. Estudió la Licenciatura en Medicina en la Escuela Médico Militar y su posgrado en el Hospital Central Militar, egresando como Cirujano Gastroenterólogo.
En 1964 fue comisionado al 25º Batallón de Infantería con sede en Colima, lugar donde obtuvo licencia ilimitada en 1967. Dirigió la jefatura regional de Sanidad de la 20.ª Zona Militar para luego ser cirujano general en el Hospital Civil de Colima e ingresar al Instituto Mexicano del Seguro Social en 1974, de donde se jubiló en 1994. En su honor el auditorio del Hospital General de la ciudad de Colima lleva su nombre.Fue presidente de la sociedad Unión Médica Quirúrgica de Colima, de donde se retiró en 2002 para dedicarse a la agricultura y ganadería. 
Fue profesor adjunto de adiestramiento quirúrgico en la Escuela Médico Militar, profesor de Clinicopatología en la Escuela Militar de Enfermeras, profesor en la Escuela de Enfermería de la Universidad de Colima, miembro del consejo técnico de esta institución y miembro del Consejo Universitario en la Comisión Técnico-Pedagógica, llegando a ser nombrado rector de la Universidad de Colima del 15 de octubre de 1970 al 13 de octubre de 1973. 
Entre otros cargos fue secretario y presidente de la Sociedad Médica de Colima, presidente del Colegio de Cirugía del Estado de Colima, miembro de la Asociación Mexicana de Cirugía General y de la Federación Latinoamericana de Cirugía y miembro del Colegio Nacional de Médicos Militares.
| Predecesor: Mario de la Madrid | Rector de la Universidad de Colima 1970 - 1973 | Sucesor: Alberto Herrera Carrillo |

- Datos: Q5945082